# Girolamo Giardina
Girolamo Armando Giardina (Vittoria, 14 de mayo de 1943 - Catania, 8 de diciembre de 2006) fue un botánico italiano.

## Biografía
Se graduó en física, en 1966. Después de graduarse, se dedicó a la enseñanza, comenzando con biofísica y biología.
En 1981, adhirió a Legambiente, participando en diversas iniciativas en protección del ambiente.
En 1986, consiguió el título de Doctor de Investigaciones en Ciencia Ambiental (Biogeografía del Territorio Mediterráneo). Como parte de la tesis, llevó a cabo investigaciones sobre Risposta della vegetazione naturale all'incendio nelle garighe della Valle dell'Ippari ( Respuesta de la vegetación natural al fuego en el matorral del valle de Ippari).
En 1988 colaboró en el libro Segnalazioni Floristiche Italiane de la Sociedad Botánica Italiana.
En 1991, inició una fototeca de especies vegetales de la Flora sicula, que más tarde dio lugar a su más importante obra: Checklist of the vascular plants growing in Sicily, publicada póstumamente.
En 1995 realizó investigaciones sobre "Sistemática y Taxonomía Botánica" que se publicaron en importantes revistas nacionales e internacionales. En 1997, adhirió al "Grupo de Conservación Natural de la Sociedad Botánica Italiana", y fue invitado a ser parte de OPTIMA (Organization for Phyto-Taxonomical Investigations on Mediterranean Areas) de Ginebra.
Recientemente, junto con otros, comenzaron a desarrollar un proyecto de investigación sobre plantas en Sicilia en peligro inmediato de extinción, con muchas sugerencias para las autoridades responsables de la conservación de la naturaleza.
En 2001, dirigió, en colaboración con Francesco Maria Raimondo, un estudio multidisciplinario sobre valores ambientales del área de Cava Randello (Ragusa) (publicada en "Quaderni di Botanica Ambientale e Applicata").
En 2003, condujo un grupo de trabajo en nombre de la Universidad de Catania, una búsqueda en el territorio de la "Flora de la Reserva natural orientada al pino de Alepo".
Su herbario con más de 20 000 especies lo donó, y en el mes de agosto de 2007, ingresó al Herbario Mediterráneo del Orto botanico di Palermo.

## Algunas publicaciones
- Giardina G., 1980 I biotopi del Ragusano: una vegetazione unica. – Cronache di una Provincia, Secup, Ragusa, 1: 45-49
- ----------, Frasca F., 1982. Campagna verde 1982. – Amministrazione Provinciale di Ragusa.
- ----------. 1983. La costituzione della Riserva ”Pineta di Vittoria”. Dialogo di giugno, Modica: 5
- ----------. 1983.La Macchia costiera di Passo Marinaro. Dialogo di ottobre, Modica: 5
- Brullo S., Giardina G., Minissale P., Spampinato G., 1987. Osservazioni fitosociologiche sulle cenosi a "Helianthemum sessiliflorum" della Sicilia meridionale. Bollettino dell'Accademia Gioenia di Scienze Naturali di Catania, 20 (330): 133-140
- Bartolo G., Giardina G., Minissale P., Spampinato G. 1987. Considerazioni fitosociologiche sulle garighe a ”Cistus clusii” della Sicilia meridionale. – Bollettino dell'Accademia Gioenia di Scienze Naturali di Catania, 20 (330): 141-148
- Giardina G. 1988 Segnalazioni Floristiche Italiane. Schede n. 574-576. Informatore Botanico Italiano, 20 (2-3): 678-679.
- Ferro G., Giardina G., Parisi C., Salamone C. 1989 Studio fitosociologico delle infestanti dell'anguria nel territorio di Caltanissetta. Atti dell'Accademia Mediterranea di Scienze,
- Ferro G., Giardina G., Salamone C. 1989 Environmental degradation and territorial planning in Aeolian Islands. Atti dell'Accademia Mediterranea di Scienze,
- Giardina G. 1992 Segnalazioni Floristiche Italiane. Scheda n. 692. Informatore Botanico Italiano, 24 (3): 200-201
- Brullo S., Giardina G., Siracusa G. 1994 Considerazioni fitogeografiche su "Leontodon muelleri" (C. A. Schultz) Ball (Asteraceae), specie rara della flora italiana. – Giornale Botanico Italiano, 128 (1): 375
- Giardina G. 1995 Segnalazioni Floristiche Italiane. Schede n. 799-801. – Informatore Botanico Italiano, 27 (2-3): 275
- ----------. 1995 Piante nuove o rare in Sicilia. Bollettino dell'Accademia Gioenia di Scienze Naturali di Catania, 28 (349): 537-545
- ----------. 1996.  Dichanthium annulatum (Forssk.) Stapf. new to Europe. – Flora Mediterranea, 6: 197-202.
- ----------. 1997 Segnalazioni Floristiche Italiane. Scheda n. 884. Informatore Botanico Italiano, 29 (2-3): 290.
- ----------. 1998 La Sicilia, pp. 495-565. – In: Corbetta F. et al. (Eds.). SOS Verde: Vegetazioni e Specie da conservare, Edagricole, Bologna.
- De Leonardis W., Giardina G., Zizza A., 1999 Linaria multicaulis (L.) Miller subsp. humilis (Guss.) De Leonardis, Giardina & Zizza, comb. et stat. nov., a taxon growing in Sicily. – Flora Mediterranea, 9: 97-111.
- Giardina G., 1999 Nuovi dati sulla distribuzione di piante critiche o rare della Sicilia. Informatore Botanico Italiano, 31 (1-3): 7-11.
- Arcidiacono S., Giardina G. 2000 Petasites hybridus (L.) P. Gaertn. & al., nuovo e probabilmente autoctono per la Flora di Sicilia. – Informatore Botanico Italiano, 32 (1): 23-25
- Giardina G., Federico C., Galia F. 2000 Note sulla distribuzione di alcune specie rare della flora sicula. – Archivio Geobotánico, 6 (1): 83-86
- ----------, Lucchese F. 2000 The native-alien status of Centaurea diluta Aiton in Italy. Additional points and clarification. – Archivio Geobotánico, 6 (2): 183-188
- De Leonardis W, De Santis C., Giardina G., Zizza A. 2001 La distribuzione in Sicilia di Malcolmia ramosissima (Desf.) Thell. e Malcolmia nana (DC.) Boiss. (Cruciferae) con note su alcuni caratteri discriminanti. – Webbia, 56 (1): 127-138
- Giardina G. 2001 Le piante sicule minacciate dell'elenco BioItaly. In: Pignatti S. et al. (Eds.), Liste rosse e blu della flora italiana, Forum Plinianum, ANPA, Roma
- Galesi R., Giardina G. 2001 Per un programma di conservazione ex situ in Sicilia: elenco preliminare di specie vegetali della fascia costiera. Informatore Botanico Italiano
- Giardina G. 2001 Segnalazioni floristiche italiane. scheda n. 1046. Sisymbrium erysimoides Desf. (Cruciferae). Informatore Botanico Italiano, 34 (1): 138
- ----------. 2001 Bidens aurea (Aiton) Sherff (Asteraceae) naturalizzata in sicilia. – Quaderni di Botanica Ambientale e Applicata, 10 (1999): 93-96
- De Leonardis W, De Santis C., Giardina G., Zizza A. 2002 Il gruppo Linaria multicaulis (L.) Miller (Scrophulariaceae) in Sicilia: un’indagine in corso su tassonomia e distribuzione. Informatore Botanico Italiano, 33 (2) (2001): 509-513
- Giardina G. & Raimondo F. M. (eds.), 2002 Cava Randello (Ragusa, Sicilia Meridionale): un biotopo meritevole di conservazione. – Quaderni di Botanica Ambientale e Applicata, 12 (2001): 103-166
- De Leonardis W, De Santis C., Fichera G., Giardina G., Zizza A. 2003 Linaria multicaulis (L.) Miller (Scrophulariaceae) in Sicily: an investigation within its subspecific and varietal ranks. Bocconea, 16 (2): 585-595
- Conti F., Angiolini C., Bernardo L., Costalonga S., Di Pietro R., Fascetti S., Giardina G., Giovi E., Gubellini E., Lattanzi E., Lavezzo P., Peccenini S., Salerno G., Scoppola A., Tinti D., Turrisi R.E. Elenco delle piante raccolte durante l'escursione del gruppo di floristica della Società Botanica Italiana, Basilicata (3-6 junio de 2003). Informatore Botanico Italiano, 2005; 36 (2)
- Giardina G., Raimondo F.M., Spadaro V. 2007. A catalogue of plants growing in Sicily. — Bocconea, 20: 5-582, Palermo.— ISSN 1120-4060. ISBN 978-88-7915-022-4
- ----------, Raimondo F.M., Spadaro V. Checklist of the vascular plants growing in Sicily, Bocconea, Herbarium Mediterraneum, 2007- Palermo
- ----------. Piante rare della Sicilia. Ed. Università degli Studi di Palermo. 2010. ISBN 978-88-903108-3-6

## Reconocimientos
- Miembro de la Società Botanica Italiana

## Eponimia
- (Asteraceae) Centaurea giardinae Raimondo & Spadaro
- (Orchidaceae) Ophrys × giardinae Cristaudo, Galesi, R.Lorenz & Zelesny[2]